# Драфт НХЛ 1988
Драфт НХЛ 1988 відбувся 11 червня в «Монреаль-форумі» (Монреаль, провінція Квебек,  Канада). Всього було проведено 12 раундів драфту, в котрих команди НХЛ закріпили свої права на спортивну діяльність 252 молодих хокеїстів.

## Вибір за раундом
| Загальне місце | Хокеїст             | Позиція              | Команда НХЛ            |
| -------------- | ------------------- | -------------------- | ---------------------- |
| 1-й раунд      |                     |                      |                        |
| 1              | Майк Модано         | центральний нападник | «Міннесота Норз-Старс» |
| 2              | Тревор Лінден       | центральний нападник | «Ванкувер Канакс»      |
| 3              | Кертіс Лещишин      | захисник             | «Квебек Нордікс»       |
| 4              | Деррін Шеннон       | лівий нападник       | «Піттсбург Пінгвінс»   |
| 7              | Мартін Желіна       | лівий нападник       | «Лос-Анджелес Кінгс»   |
| 8              | Джеремі Ренік       | центральний нападник | «Чикаго Блекгокс»      |
| 9              | Род Бріндамор       | центральний нападник | «Сент-Луїс Блюз»       |
| 10             | Теему Селянне       | правий нападник      | «Вінніпег Джетс»       |
| 11             | Кріс Говедаріс      | крайній нападник     | «Гартфорд Вейлерс»     |
| 18             | Роберт Ціметта      | крайній нападник     | «Бостон Брюїнс»        |
| 21             | Джейсон Маццатті    | воротар              | «Калгарі Флеймс»       |
| 22             | Трой Маллетт        | лівий нападник       | «Нью-Йорк Рейнджерс»   |
| 2-й раунд      |                     |                      |                        |
| 24             | Стефан Фісе         | воротар              | «Квебек Нордікс»       |
| 30             | Адріан Плавсіч      | захисник             | «Сент-Луїс Блюз»       |
| 32             | Беррі Ріхтер        | захисник             | «Нью-Йорк Рейнджерс»   |
| 33             | Лейф Рохлін         | захисник             | «Ванкувер Канакс»      |
| 36             | Тім Тейлор          | центральний нападник | «Вашингтон Кепіталс»   |
| 42             | Тодд Геркінс        | центральний нападник | «Калгарі Флеймс»       |
| 3-й раунд      |                     |                      |                        |
| 48             | Пітер Інг           | воротар              | «Торонто Мейпл-Ліфс»   |
| 54             | Здено Цігер         | лівий нападник       | «Нью-Джерсі Девілс»    |
| 4-й раунд      |                     |                      |                        |
| 67             | Марк Реккі          | правий нападник      | «Піттсбург Пінгвінс»   |
| 68             | Тоні Амонте         | правий нападник      | «Нью-Йорк Рейнджерс»   |
| 69             | Тед Кроулі          | захисник             | «Торонто Мейпл-Ліфс»   |
| 70             | Роб Блейк           | захисник             | «Лос-Анджелес Кінгс»   |
| 76             | Кіт Карні           | захисник             | «Баффало Сейбрс»       |
| 80             | Шелдон Кеннеді      | правий нападник      | «Детройт Ред-Вінгс»    |
| 5-й раунд      |                     |                      |                        |
| 86             | Лен Есау            | захисник             | «Торонто Мейпл Ліфс»   |
| 88             | Грег Андрусяк       | захисник             | «Піттсбург Пінгвінс»   |
| 89             | Олександр Могильний | правий нападник      | «Баффало Сейбрс»       |
| 93             | Петер Попович       | захисник             | «Монреаль Канадієнс»   |
| 97             | Роб Рей             | правий нападник      | «Баффало Сейбрс»       |
| 104            | Жан-Клод Бержерон   | воротар              | «Монреаль Канадієнс»   |
| 6-й раунд      |                     |                      |                        |
| 110            | Денніс Ваєл         | захисник             | «Нью-Йорк Рейнджерс»   |
| 111            | Павел Гросс         | правий нападник      | «Нью-Йорк Айлендерс»   |
| 120            | Дмитро Христич      | правий нападник      | «Вашингтон Кепіталс»   |
| 126            | Юнас Бергквіст      | правий нападник      | «Калгарі Флеймс»       |
| 7-й раунд      |                     |                      |                        |
| 129            | Валерій Каменський  | лівий нападник       | «Квебек Нордікс»       |
| 131            | Майк Розаті         | воротар              | «Нью-Йорк Рейнджерс»   |
| 8-й раунд      |                     |                      |                        |
| 128            | Діксон Ворд         | правий нападник      | «Ванкувер Канакс»      |
| 129            | Сакарі Ліндфорс     | воротар              | «Квебек Нордікс»       |
| 144            | Бред Шлегел         | захисник             | «Вашингтон Кепіталс»   |
| 163            | Марті Макінніс      | крайній нападник     | «Нью-Йорк Айлендерс»   |
| 166            | Шон Подейн          | лівий нападник       | «Едмонтон Ойлерс»      |
| 9-й раунд      |                     |                      |                        |
| 169            | Тревіс Річардс      | захисник             | «Міннесота Норт-Старс» |
| 177            | Тоні Твіст          | крайній нападник     | «Сент-Луїс Блюз»       |
| 188            | Харій Вітоліньш     | центральний нападник | «Монреаль Канадієнс»   |
| 10-й раунд     |                     |                      |                        |
| 195            | Девід Сакко         | центральний нападник | «Торонто Мейпл-Ліфс»   |
| 198            | Бред Гедікен        | захисник             | «Сент-Луїс Блюз»       |
| 207            | Олександр Семак     | центральний нападник | «Нью-Джерсі Девілс»    |
| 208            | Володимир Зубков    | захисник             | «Едмонтон Ойлерс»      |
| 209            | Юрій Кривохижа      | захисник             | «Монреаль Канадієнс»   |
| 11-й раунд     |                     |                      |                        |
| 213            | Олексій Гусаров     | захисник             | «Квебек Нордікс»       |
| 12-й раунд     |                     |                      |                        |
| 245            | Драгомир Кадлець    | захисник             | «Філадельфія Флаєрс»   |
| 252            | Сергій Пряхін       | правий нападник      | «Калгарі Флеймс»       |

## Сумарна статистика за країнами
| Місце                      | Країна                     | Кількість |
| -------------------------- | -------------------------- | --------- |
| 1                          | Канада                     | 129       |
| 2                          | США                        | 84        |
| Всього з Північної Америки | Всього з Північної Америки | 213       |
| 3                          | Швеція                     | 14        |
| 4                          | СРСР                       | 11        |
| 5                          | Фінляндія                  | 7         |
| 6                          | Чехословаччина             | 5         |
| 7                          | ФРН                        | 2         |
| Всього з Європи            | Всього з Європи            | 39        |